# Hogna transvaalica
Hogna transvaalica är en spindelart som först beskrevs av Simon 1898.  Hogna transvaalica ingår i släktet Hogna och familjen vargspindlar. Inga underarter finns listade i Catalogue of Life.